# Simão da Cunha de Eça Azevedo
Simão da Cunha de Eça Azevedo (Condeixa-a-Nova, 1831 — Condeixa, 20 de Abril de 1919) foi um médico, político e benemérito que se notabilizou ao legar os fundos necessários à construção de um hospital em Condeixa-a-Velha. Foi presidente da Câmara Municipal de Condeixa-a-Nova.